# Małomir (obwód Szumen)
Małomir (bułg. Маломир) – wieś w Bułgarii, w obwodzie Szumen, w gminie Wyrbica. W 2024 roku liczyła 471 mieszkańców.